# Ribeira Caga no Ninho
A ribeira Caga no Ninho é um pequeno curso d'água português do município de Arronches. Com cerca de nove quilómetros de comprimento, esse riacho é afluente da margem direita da ribeira de Abrilongo, a qual deságua na albufeira. Etimologicamente, «caga no ninho» é um termo que se refere à mais nova das aves de uma ninhada; por extensão, ao filho mais novo de uma família.